# کریستوفر کانو
کریستوفر کانو (انگلیسی: Christopher Kanu؛ زادهٔ ۴ دسامبر ۱۹۷۹) بازیکن سابق فوتبال اهل نیجریه است که در پست دفاع راست بازی می‌کرد.
وی همچنین در تیم ملی فوتبال نیجریه بازی کرده‌است.